# Marcos Alberto Skavinski
Marcos Alberto Skavinski (født 28. marts 1975) er en tidligere brasiliansk fodboldspiller.